# Epeorus pamirensis
Epeorus pamirensis is een haft uit de familie Heptageniidae. De wetenschappelijke naam van de soort is voor het eerst geldig gepubliceerd in 1984 door Kustareva.
De soort komt voor in het Palearctisch gebied.